# 阿里亚纳阿富汗航空航点
阿里亚纳阿富汗航空是阿富汗伊斯兰共和国的载旗航空公司。以下是阿里亚纳阿富汗航空航点的列表。列表内容包含了航点所在的国家和城市，相关机场的名称、国际航空运输协会机场代码和国际民用航空组织的机场代码；此外还在列表中备注了阿里亚纳航空的枢纽机场、暂时停办业务的机场以及未来即将开办航线的相关信息。列表信息截至2014年8月。

## 航点列表

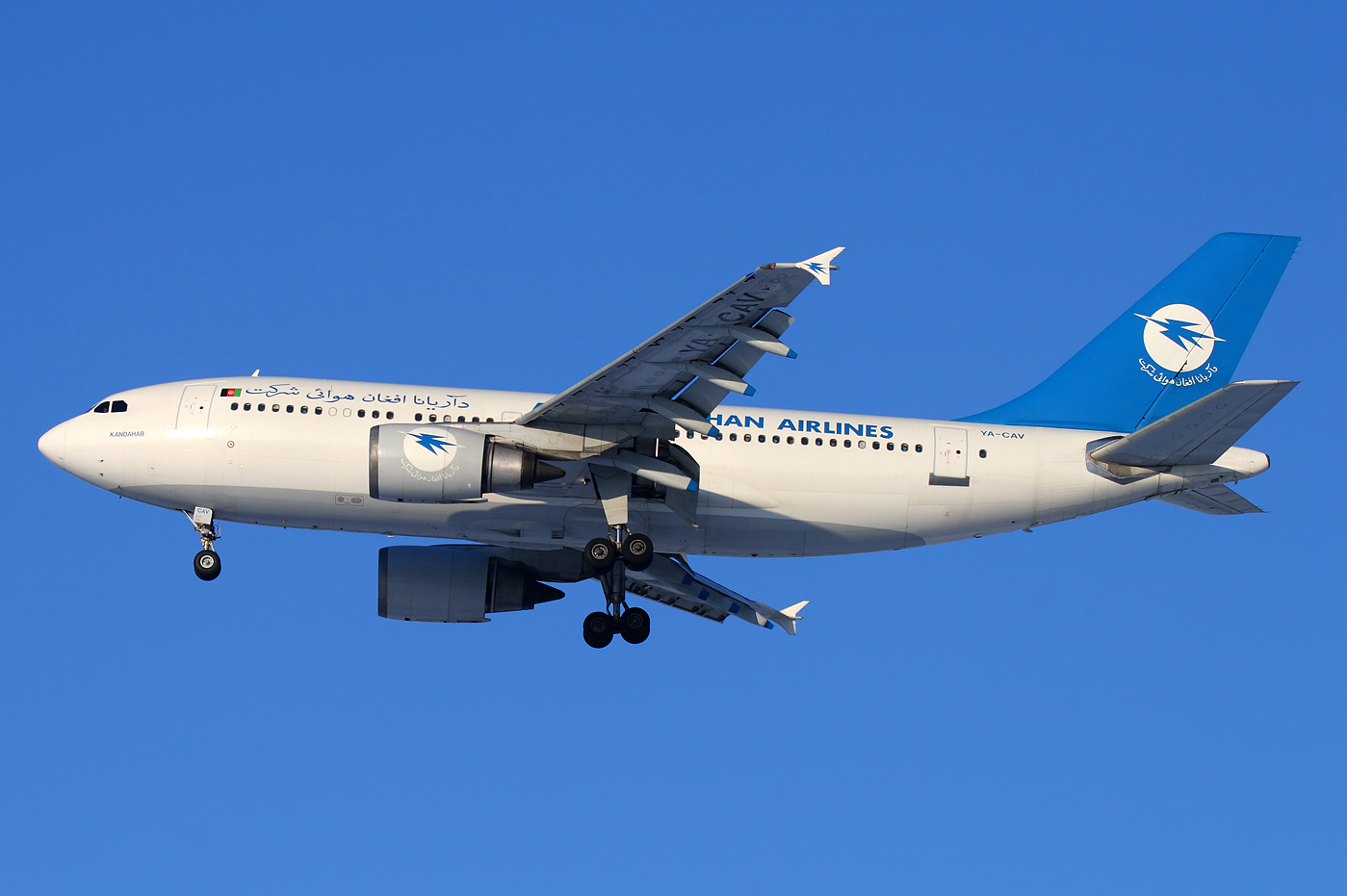
阿里亚纳阿富汗航空的一架空客A310-300型客机。

| [枢] | 枢纽航点 |
| ^    | 即将开办 |
| [停] | 停飞航点 |